# Trine Rønning
Trine Bjerke Rønning, née le 14 juin 1982, est une joueuse de football internationale norvégienne. 

## Carrière
Elle joue successivement en faveur des clubs de Trondheims-Ørn, Kolbotn et Stabæk FK, clubs avec lesquels elle remporte le championnat de Norvège à six reprises (respectivement en 2000 et 2001, en 2005 et 2006 puis en 2010 et 2013).
Elle débute avec l'équipe de Norvège en octobre 1999 et compte plus de 150 sélections jusqu'à sa retraite internationale en 2016. Rønning représente son pays lors des championnats d'Europe de 2001 (sans jouer), 2005, 2009 et 2013, lors des Coupes du monde de 2003, 2007, 2011 et 2015, ainsi qu'au tournoi olympique de 2008. En février 2015, elle devient capitaine de l'équipe nationale.
Elle annonce sa retraite sportive à l'issue de la saison 2017.
- Trondheims-Ørn (1998-2002) : 107 matchs, 55 buts
- Kolbotn (2003-2008) : 127 matchs, 55 buts
- Stabæk (2009-2017) : 194 matchs, 36 buts

## Vie personnelle
En janvier 2009, Rønning épouse sa coéquipière en équipe nationale Kristin Blystad-Bjerke (en), peu de temps après l'autorisation du mariage de même sexe en Norvège.

## Palmarès
- Finaliste du championnat d'Europe en 2005 et 2013
- Championne de Norvège en 2000, 2001, 2005, 2006, 2010 et 2013